# 線型基本図形
三次元空間内の綜合射影幾何学または位置の幾何学において、三種類の基本要素（点・直線・平面）の間の「接続関係」は以下のような別がある:
- 点が直線上にある、または、直線が点を通る
- 点が平面上にある、または、平面が点を通る
- 直線が平面上にある、または、平面が直線を通る

記述の便宜のため、ここでいう「—の上にある」や「—を通る」といった用語を単に「接続する」(incident) と言うことにする。
「台」となる一つの基本要素に接続する基本要素全体の成す集合を線型基本図形（せんけいきほんずけい、独: lineares Grundgebilde）または単に基本図形 (Grundgebilde) と呼ぶ。三次元の場合、上で見た別に従えば基本図形は七種類が考えられる。具体的には：
- 一直線に接続する点の集合: これを点列（ドイツ語版）[1] (Punktreihe, point range) という。
- 一点に接続する直線の集合: これを線叢（ドイツ語版）[1] (Geradenbündel, bundle of lines) という。
- 一平面に接続する点の集合: これを点野（ドイツ語版）[1] (Punktfeld, point field) という。
- 一点に接続する平面の集合: これを面叢（ドイツ語版） (Ebenenbündel, bundle of planes[2]) という。
- 一平面に接続する直線の集合: これを線野（ドイツ語版） (Geradenfeld, line field) という。
- 一直線に接続する平面の集合: これを面束（ドイツ語版）[1] (Ebenenbüschel, sheaf of planes[3]) という。
- 線野に属する直線で一点で接続するものからなる部分集合（つまり一点に接続する平面直線の集合）を線束[1] (Geradenbüschel, pencil of lines[4]) という。

台として共有される一点を中心 (Trägerpunkt)、同じく共有される直線を軸 (Trägergerade) と呼ぶ。
相異なる種類の基本図形の間の関係を調べるとき、別の基本図形を含むものがあることが示せる。ただし、基本図形I が基本図形II を含むとは、I が II の真部分集合という意味で言う。そのような関係にあるとき I を一階 (erster Stufe) の図形と呼び、II を二階 (zweiter Stufe) ということにすると
- 一階の基本図形は三種: 点列、線束、面束。
- 二階の基本図形は四種: 点野、線野、線叢、面叢。

基本図形の特別な場合として、中心が無限遠点にあるときの平行線束および平行線叢や、軸が無限遠直線となる平行面束なども含める。

## 注